# Never Cry Wolf
Never Cry Wolf is een Amerikaanse dramafilm uit 1983. Het is een verfilming van het boek van Farley Mowat.

## Verhaal
Wanneer Tyler naar de Canadese toendra wordt gezonden om bewijs te gaan verzamelen van de schade die de wolvenpopulatie toebrengt aan de rendierpopulatie, moet hij vechten om te overleven. Tijdens zijn overlevingstocht bestudeert hij de wolven en realiseert zich dat de beschuldiging aan het adres van de wolvenpopulatie niet terecht is. Bovendien verneemt hij dat de mens een enorm gevaar is voor de aarde en voor de wolven, die een belangrijke rol spelen in het ecosysteem van het noorden.

## Rolverdeling
| Acteur               | Personage            |
| -------------------- | -------------------- |
| Charles Martin Smith | Farley Mowat / Tyler |
| Brian Dennehy        | Rosie                |
| Zachary Ittimangnaq  | Ootek                |
| Samson Jorah         | Mike                 |